# Shaw Brothers Studio
Shaw Brothers (HK) Ltd. (en chino, 邵氏兄弟（香港）公司) fue la compañía de producción cinematográfica más grande de Hong Kong.
En 1925, los tres hermanos Shaw-Runje, Runme, y Runde-fundaron Tianyi Film Company (llamada también Unique) en Shanghái, y estableció una base de la distribución de películas en Singapur, donde Runme y el hermano más joven Run Run Shaw manejaron el precursor a la compañía principal, Organización de Shaw. Runme y Run Run se hicieron cargo del negocio de producción cinematográfica de su compañía hermana Shaw & Sons Ltd., en Hong Kong, y en 1958 se creó una nueva compañía, Shaw Brothers. En los años 60, Shaw Brothers estableció lo que una vez fue el mayor estudio de propiedad privada del mundo, Movietown.
A lo largo de los años, la compañía cinematográfica produjo unas 1.000 películas, algunas de las cuales fueron las más populares y significativas de la época. También popularizó la kung-fu genre de películas. En 1987, la empresa suspendió la producción cinematográfica con el fin de concentrarse en la industria de la televisión a través de su filial TVB. La producción cinematográfica se reanudó en capacidad limitada en 2009.
En 2011 Shaw Brothers fue reorganizado dentro de la Clear Water Bay Land Company Limited, su negocio de producción cinematográfica que es asumida por otras compañías dentro del conglomerado Shaw.

## Historia

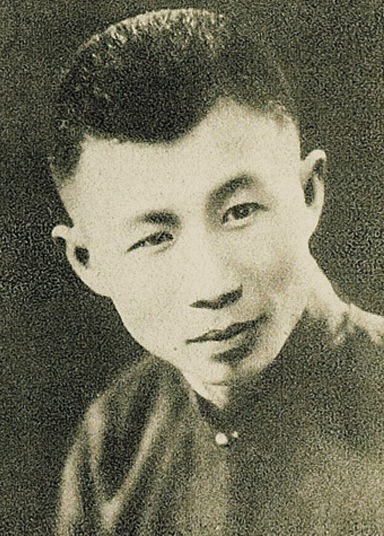
Runje Shaw, El mayor de los Shaw que comenzó el imperio del cine

Antes de su participación en el negocio cinematográfico, los hermanos Shaw estaban interesados en la ópera y poseían un teatro en Shanghái, y su padre también poseía un cine. One of the plays in their theatre, The Man from Shensi, was very popular. The Shaw brothers then bought their first camera, and Runje Shaw made this play into a silent film which turned out to be a success. Runje Shaw and his brothers Runde and Runme formed a film production company in 1924 in Shanghai called the Tianyi Film Company (also known as Unique). The company's earliest films, New Leaf (立地成佛) and Heroine Li Feifei (女侠李飛飛), were shown in Shanghai in 1925.
Un estudio rival, Mingxing Film Company, formó un sindicato con otras 5 compañías de Shanghái para monopolizar los mercados de distribución y exhibición y para excluir a las películas de Tianyi de ser mostradas en cadenas de teatro en Shanghái y el sudeste asiático. Por lo tanto, los hermanos se interesaron en formar su propia red, y Runme Shaw, que entonces era el gerente de distribución, viajó a Singapur para establecer un negocio de distribución de películas para el Sudeste de Asia. Runme incorporated the Hai Seng Co. (海星, que más tarde se convirtió en Shaw Brothers Pte Ltd) para distribuir películas realizadas por Tianyi y otros estudios. En 1927, operaron su propio cine en Tanjong Pagar en Singapur, expanded in Malaya, and opened four cinemas there. El número de cines propiedad de la cadena Shaw en el sudeste asiático llegaría finalmente a 200 en la década de 1970 antes de disminuir. In 1928 Run Run Shaw moved to Singapur to assist Runme.

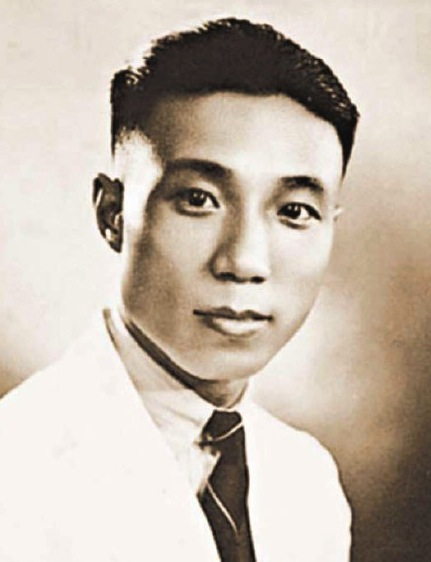
Run Run Shaw en 1927.

Los hermanos Shaw continuaron expandiéndose pero sufrieron un revés durante la Segunda Guerra Mundial cuando los japoneses ocuparon Malasia y Singapur. They began rebuilding after the war. En la década de 1950, Nanyang comenzó a cambiar la producción cinematográfica del cantonés al mandarín cuando la toma de poder de los comunistas en China continental cortó el suministro de películas en mandarín a las comunidades chinas en el extranjero. En este período, Nanyang Studio operó bajo el nombre de la empresa de Shaw and Sons Ltd. En 1957, Run Run Shaw se mudó a Hong Kong, estableció una nueva compañía, Shaw Brothers (Hong Kong) Ltd., y construyó un nuevo estudio en Clearwater Bay, que abrió oficialmente en 1961 como Movietown. A mediados de la década de 1960, Movietown era el estudio más grande y mejor equipado del cine chino, así como el estudio privado más grande del mundo en ese entonces, con 15 escenarios, dos decorados permanentes y una cinematografía de última generación equipos e instalaciones, así como 1.300 empleados. La década de 1960 fue un período de intensa rivalidad entre Shaw Brothers y Cathay Organization, pero finalmente Shaw Brothers ganó la partida y Cathay dejó de producir películas en 1970. Algunas de las películas más notables de Shaw Brothers se hicieron en este período, incluyendo  The Magnificent Concubine ,  The Love Eterne , así como  One-Armed Swordsman , que rompió los récords de taquilla y generó múltiples secuelas. El estudio popularizó la  género de kung-fu de películas, que más tarde incluyó   Five Fingers of Death  y  The 36ª Chamber of Shaolin . Sir Run Run Shaw se involucró en la televisión cuando TVB fue lanzado en 1967. En 1969, Shaw Brothers (HK) emitió acciones y se convirtió en una empresa que cotiza en la Bolsa.
En los años 70, Shaw Brothers hicieron frente a un desafío fuerte de un nuevo estudio, Golden Harvest, Que tuvo un éxito considerable internacionalmente con la película de artes marciales, Enter the Dragon protagonizada por Bruce Lee. Shaw Brothers También comenzó a coproducir películas con productores occidentales para el mercado internacional, e invertir en películas como Meteor y Blade Runner. Sin embargo, Shaw Brothers dejó la producción cinematográfica en 1986 debido a la competencia de Golden Harvest y el aumento de la piratería, centrándose en cambio en la producción de televisión. En 1986, Movietown se hizo la ciudad de la TV, que fue arrendada a TVB para la producción de la TV. En 1988, la compañía fue reorganizada bajo el paraguas de Shaw Organization. En la década de 1990, Shaw comenzó de nuevo a hacer algunas películas, pero ya no en la misma escala que antes. Shaw Studios has since relocated to a new site in Tseung Kwan O, Hong Kong.

## Legado

### Directores
Los hermanos de Shaw se notan para los directores de cine tales como King Hu, Lau Kar-leung y Chang Cheh. King Hu fue un director que es mejor recordado por su película, Come Drink with Me, una película de artes marciales que difiere de las de Chang Cheh en que ofreció a una protagonista femenina capaz y giró alrededor del romance en el mundo de las artes marciales, algo que la acción acelerada y los cuentos de la hermandad que Chang Cheh popularizaría más adelante. Chang Cheh, que era más aficionado a los últimos componentes, pasaría a ser el director más conocido de Shaw Studios, con películas tales como Five Deadly Venoms, The Brave Archer (basada en los trabajos de Jin Yong), One-Armed Swordsman, y otros clásicos de películas Wuxia y Wushu. Casi igual de famoso fue el fight-choreographer-turned-director Lau Kar-leung,Que produciría películas de kung fu tan apreciadas como The 36th Chamber of Shaolin y The Eight Diagram Pole Fighter.

### Actores
Shaw Brothers fueron modelados después del sistema clásico de Hollywood, con centenares de agentes firmados a los contratos exclusivos. Mientras que otros estudios rotaron miembros del reparto, los hermanos de Shaw asignaron ciertos grupos de actores para trabajar exclusivamente con ciertos directores.
Shaw Studio productions during the late 1950s to early '60s were dominated by actresses like Li Li-Hua, Ivy Ling Po, Linda Lin Dai, Betty Loh Ti, and Li Ching in dramatic and romantic features. In particular, the Huangmei opera The Love Eterne, starring Ivy Ling Po and Betty Loh Ti and based on the Butterfly Lovers folk legend from the Jin Dynasty, es una de las características de mayor recaudación de fondos de los Estudios Shaw. Su enorme éxito es en parte debido al ingenioso casting de Ivy Ling Po, que era una actriz de apoyo relativamente desconocida, como el protagonista masculino. En la historia de Butterfly Lovers, La mujer protagonizada por Betty Loh Ti disfrazada de varón para asistir a la universidad porque la mezcla social entre los sexos estaba prohibida. La película resonó con su audiencia y, según los informes, algunos miembros de la audiencia de Hong Kong y Taiwán compraron repetidamente boletos y vieron el tema en los cines una y otra vez en 1962, con algunos que lo vieron más de 20 veces.

## Adquisición y distribución de Celestial Pictures
Muchas películas clásicas de Shaw Brothers han sido bootlegged debido a la popularidad de los títulos particulares del kung fu / de artes marciales. Celestial Pictures adquirió los derechos sobre el legado de Shaw Studio y está lanzando, en DVD), 760 de los casi 1.000 filmes[cita requerida] con calidad de imagen y sonido restauradas. Muchos de estos DVDs han sido objeto de controversia, sin embargo, por remezclar audio y no incluir las bandas sonoras monoaural originales.

### Acuerdo de licencia de Karmaloop TV
Karmaloop TV, una red de programación de varias plataformas diseñada para ayudar a los operadores a "reclamar" la audiencia entre los jóvenes de 18 a 34 años, anunció su primer acuerdo de licencia de cine con Celestial Pictures. La compañía con sede en Hong Kong posee, restaura y licencia la colección más grande del mundo de películas de fabricación china, incluyendo la biblioteca de Shaw Brothers de kung fu favorito de los fanes y clásicos de acción como The 36th Chamber of Shaolin, Five Deadly Venoms, y The One-Armed Swordsman.
El acuerdo de licencia con Karmaloop TV significa que los fanes de kung fu y acción en Estados Unidos verán estas películas en sus versiones restauradas digitalmente, muchas de las cuales se estrenarán por primera vez en televisión estadounidense en alta definición. La colección con licencia incluye más de 60 de las más grandes obras maestras de artes marciales que lanzaron las carreras de estrellas como Jet Li, Ti Lung, David Chiang, Alexander Fu Sheng, Gordon Liu y Jimmy Wang Yu.

## Shaw Studios
El sitio de Clearwater Bay en el camino de la bahía de Clearwater y Ngan Ying Road es la casa anterior del estudio de Shaw (construido 1960-1961), así como la sede y los estudios desocupados de TVB (1986-2003, fueron reubicados en TVB City) y Celestial Pictures. También hay bloques de apartamentos utilizados para albergar a los actores de Shaw. La más nueva Shaw House y Shaw Villa están allí. El sitio del estudio ha estado vacante desde 2003 y probablemente será reconstruido sin nuevos inquilinos objetivos.
Un nuevo Shaw Studios (note the plural s) ha sido construido por Tseung Kwan O Industrial Estate, y se abrió en etapas entre 2006 y 2008.

## Further reading
- Poshek Fu (2008). China Forever: The Shaw Brothers and Diasporic Cinema. University of Illinois Press. ISBN 978-0252075001.
- Glaessner, Verina. Kung Fu: Cinema of Vengeance. London: Lorimer; New York: Bounty Books, 1974. ISBN 0-85647-045-7, ISBN 0-517-51831-7.
- Wong, Ain-ling. The Shaw Screen: A Preliminary Study. Hong Kong: Hong Kong Film Archive, 2003. ISBN 962-8050-21-4.
- Zhong, Baoxian. "Hollywood of the East" in the Making: The Cathay Organization Vs. the Shaw Organization in Post-War Hong Kong. [Hong Kong]: Centre for China Urban and Regional Studies, Hong Kong Baptist University, 2004. ISBN 962-8804-44-8.
- Zhong, Baoxian. Moguls of the Chinese Cinema: The Story of the Shaw Brothers in Shanghai, Hong Kong and Singapore, 1924–2002. Working paper series (David C. Lam Institute for East-West Studies); no. 44. Hong Kong: David C. Lam Institute for East-West Studies, Hong Kong Baptist University, 2005.